# Taismary Agüero
Taismary „Tai“ Agüero Leiva (* 5. März 1977 in Yaguajay) ist eine kubanisch-italienische Volleyballspielerin.

## Karriere
Agüero gewann mit der Kubanischen Nationalmannschaft zweimal die Goldmedaille bei den Olympischen Spielen 1996 in Atlanta und 2000 in Sydney. Hinzu kommen Gold bei der Weltmeisterschaft 1998 sowie Siege beim World Grand Prix und beim Weltpokal. Von 2007 bis 2009 spielte sie in der Italienischen Nationalmannschaft, mit der sie zweimal Europameisterin wurde. Außerdem gewann sie 2007 den Weltpokal und erreichte bei den Olympischen Spielen 2008 in Peking Platz fünf.
Von 1998 bis 2007 spielte Agüero in die italienischen „Serie A1“, zunächst bei Pallavolo Sirio Perugia (mehrfach italienische Meisterin und Pokalsiegerin sowie 2000 Pokalsiegerin der Pokalsieger) und seit 2005 bei Asystel Volley Novara (2006 Gewinn des europäischen Top Teams Cup). Von 2007 bis 2009 war Agüero in der Türkei bei Türk Telekom Ankara aktiv, kehrte anschließend aber wieder nach Italien zurück. Mit MC-Carnaghi Villa Cortese gewann sie zweimal den italienischen Pokal. Anschließend spielte sie bei LJ Volley Modena, bei Pomì Casalmaggiore und bei Volley Forlì.
Agüero wurde mehrfach als „Wertvollste Spielerin“ (MVP), „Beste Zuspielerin“, „Beste Diagonalspielerin“, „Beste Punktesammlerin“  etc. ausgezeichnet.